# Jan Onoszko
Jan Onoszko (ur. ok. 1765 w Popławszczyźnie, zm. 1 października 1848 tamże) – kapłan katolicki, profesor Uniwersytetu Warszawskiego, rektor Seminarium Głównego w Warszawie, działacz społeczny.

## Życiorys
Urodził się na Mohylewszczyźnie (obecnie Białoruś), jako jeden z pięciu synów Ambrożego Onoszko h. Jacyna; potomek rycerza Onoszki i Anny, córki kniazia Jerzego Czetwertyńskiego. Początkowo uczył się w domu i uczęszczał do szkoły jezuitów w Mohylewie. Po ukończeniu klasy V (retoryki) kontynuował siedmioletnie studia w kolegium jezuitów w Połocku. Następnie zdał egzamin publiczny z zakresu teologii (Actus Magnus ex universa teologia). W 1799 uzyskał święcenia kapłańskie. Będąc członkiem kapituły katedralnej w Łucku, mianowany został kanonikiem; przez dziewięć lat pełnił obowiązki posła łuckiego w katolickim kolegium synodalnym w Petersburgu. 21 listopada 1809 roku został mianowany przez arcybiskupa mohylewskiego Stanisława Siestrzeńcewicza kanonikiem mohylewskim z tytułem proboszcza kościoła Sankt-Petersburskiego. Kilka lat później kanonik Jan Onoszko napisze: "Jestem od pierwszej mej młodości najprzywiązańszym do mej Ojczyzny Polakiem i byłem nim zawsze w samej nawet Stolicy Carów".

### Pobyt w Warszawie
W październiku 1822, po uzyskaniu dymisji od arcybiskupa mohylewskiego, przybył do Królestwa Polskiego i otrzymał nominację na stanowisko profesora katedry teologii moralnej w Wydziale Teologicznym Królewskiego Uniwersytetu Warszawskiego, z pensją 5000 złotych rocznie. Od stycznia 1823 prowadził wykłady, oparte na zatwierdzonym przez papieża Benedykta XIV i zgodnym ze wskazówkami Sekcji Duchownej podręczniku Antoine’a Theologia moralis universa. W ramach prelekcji publicznych, organizowanych przez Uniwersytet, prowadził również cykl wykładów z zakresu teologii moralnej.
Jako profesor Wydziału Teologicznego postulował wprowadzenie składania wyznania wiary przez profesorów nowo przybywających na uczelnię. Był przeciwnikiem niektórych zalecanych uprzednio na wydziale podręczników teologii, wykładających teorię prymatu godności człowieka nad nauką Chrystusa. Poglądy takie uważał za „maksymy religii przeciwne i towarzystwu ludzkiemu szkodliwe”, a tym samym niezgodne z obowiązującą doktryną.
W 1825 uzyskał nominację na stanowisko rektora nowo otwartego w klasztorze przy kościele Świętego Ducha w Warszawie Seminarium Głównego, tworzącego całość administracyjną z uniwersyteckim Wydziałem Teologicznym. Funkcję tę pełnił do 1831, kiedy decyzją Komisji Rządowej WRiOP został odsunięty od sprawowania funkcji kierowniczych w Seminarium. Bezpośrednią przyczyną dymisji był wydany przez rektora, a zgodny z wyznawaną przez niego zasadą nieangażowania przyszłych duchownych do życia świeckiego i politycznego, zakaz uczestniczenia alumnów w wykładach prowadzonych przez kaznodzieję armii powstańczej, ks. Ludwika Tęsiorowskiego. Kierowanie Seminarium, w charakterze zastępcy rektora, powierzono ks. Michałowi Wierzbowskiemu, kanonikowi metropolitalnemu warszawskiemu i profesorowi katedry nauki religii na Wydziale Teologicznym UW.
W czerwcu 1831 władze carskie nałożyły na księdza Jana Onoszkę karę zajęcia 121 poddanych z pozostającego jego własnością majątku Horodek w Guberni Mohylewskiej. Przyczyną tej decyzji, będącej formą  prewencyjnej konfiskaty dóbr, było zaliczenie właściciela do jednej z kategorii osób związanych z powstaniem listopadowym. Pozostawanie kapłana na obszarze Królestwa Polskiego i praca w uczelni poddanej władzy Rządu Narodowego zostało potraktowane jako naruszenie przepisów paszportowych obowiązujących mieszkańców wschodnich guberni, mogące świadczyć o sprzyjaniu „polskiemu buntowi”. Konfiskatę majątku w 1831 potwierdzają również późniejsze źródła. Nałożoną karę odwołano w roku 1843.
Po upadku powstania listopadowego ks. Onoszko pozostawał w Warszawie. Przywrócony na stanowisko rektora Seminarium, pełnił tę funkcję aż do podniesienia tej szkoły do rangi Akademii w 1836. W latach 30. XIX wieku był członkiem „rad szczegółowych” warszawskich szpitali. W 1835 wszedł w skład deputacji przygotowującej pod kierownictwem Józefa Kalasantego Szaniawskiego projekt statutu przyszłej akademii duchownej. Był członkiem honorowym Komisji Rządowej Wiedzy Religijnej i Edukacji Publicznej, członkiem Wielkiej Kapituły, komandorem orderów św. Anny i św. Stanisława.
Zarówno przed osiedleniem się w Warszawie, jak i w czasie pobytu w tym mieście ks. Onoszko utrzymywał kontakt z rodzinnymi ziemiami i służył pomocą zamieszkałej na wschodnich kresach licznej rodzinie. Doprowadził (8 kwietnia 1809) do zakończenia procedury legitymizacji rodziny Onoszków. Latem 1830, podczas urlopu, w ufundowanej przez siebie kaplicy w Horodku, dokonał chrztu niemowląt, urodzonych w lipcu i sierpniu tegoż roku.

### Powrót na Mohylewszczyznę

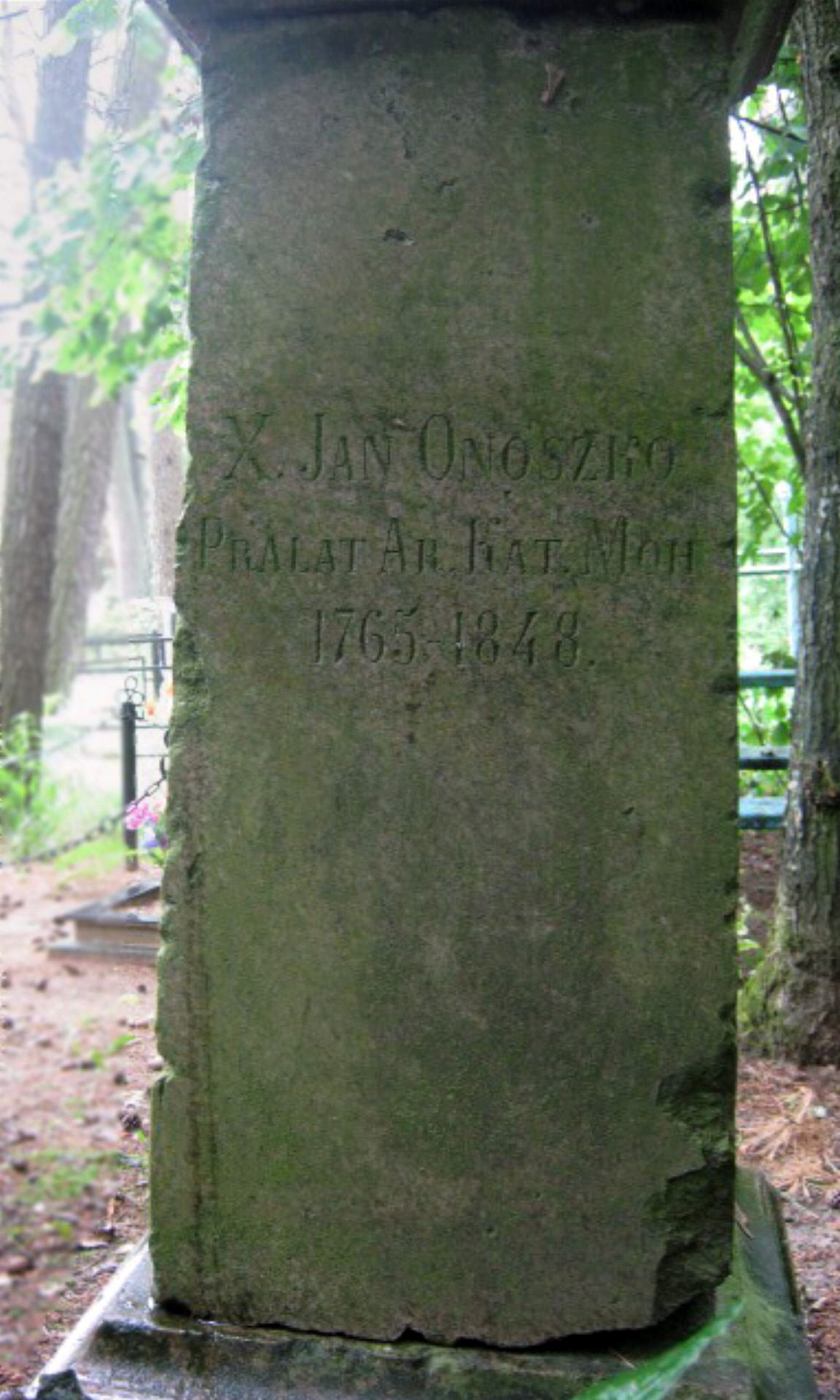
Nagrobek ks. Jana Onoszki na cmentarzu w Popławszczyźnie

W końcu lat 30. XIX wieku, po opuszczeniu Warszawy, ks. Onoszko powrócił do guberni Mohylewskiej. Nabył tam majątek obejmujący ok. 2900 dziesięcin ziemi, w którym utworzył folwark o pow. 120 dziesięcin, zaś resztę podzielił na niewielkie osady szlacheckie. Obszar ten zasiedlił rodzinami podupadłej szlachty zagrodowej wyznania rzymskokatolickiego, skupiając ponad 300 osób tego obrządku. Osada taka stanowiła wyjątek, bowiem dotychczas nieliczni katolicy – parafianie bychowscy – żyli w rozproszeniu na ogromnym obszarze parafii, zmuszeni przez duże odległości do korzystania z cerkwi obrządku unickiego. Ufundowana przez ks. Onoszkę kaplica, istniejąca do 1913, stanowiła wówczas jedyną świątynię katolicką w promieniu ponad 25 wiorst. Centrum majątku stanowił Gródek (Horodek), ponad 30 rodzin zamieszkiwało także Popławszczyznę. Przed śmiercią księdza, według spisu z 1843 w Popławszczyźnie mieszkało dziesięć rodzin Onoszków, a gospodarstw domowych było 25.
Fundator, mając na celu podniesienie i podtrzymanie statusu zubożałej szlachty oraz zapewnienie jej oświaty, zastrzegł w testamencie, że w osadach tych nigdy nie wolno otworzyć karczmy, natomiast obowiązkowo powinna być szkoła. Na oświatę szlachty popławskiej pozostawił kapitał wynoszący 12 tysięcy rubli. Mimo podeszłego wieku ks. Onoszko brał aktywny udział w życiu miejscowej społeczności katolickiej. Uczestniczył w posiedzeniach Mohylewskiej Kapituły Archikatedralnej. Z wynagrodzenia otrzymywanego z tytułu pełnienia funkcji prałata ofiarowywał corocznie sumę trzydziestu rubli srebrem na utrzymanie orkiestry w bazylice archikatedralnej.
Ks. Onoszko zmarł w swoim majątku 1 października 1848 w wieku 83 lat. Prawie 30 lat po jego śmierci ufundowano na cmentarzu w Popławszczyźnie, należącej wówczas do Mateusza Onoszko, zachowany do czasów współczesnych nagrobek granitowy.

### XIX-wieczne biogramy Onoszki
Krótkie biogramy ks. Onoszki, odnoszące się do czasów jego działalności w Królestwie Polskim, zostały opublikowane w pierwszym wydaniu Encyklopedii Orgelbranda oraz podręczniku bibliografii polskiej Estreichera. Jednak w obu tych opracowaniach biogramy kapłana zostały błędnie połączone z życiorysem innego przedstawiciela tej samej rodziny, poety-sentymentalisty Jana Onoszki (ur. ok. 1775, zm. ok. 1828), autora popularnej fraszki O wódce… oraz pośmiertnie wydanego w Połocku tomiku poezji.
Fałszywe wnioski wynikające z utożsamienia obu osób, noszących to samo imię i nazwisko, powielane były aż do czasów współczesnych, choć już J. Bieliński podawał w wątpliwość rzetelność obu not.